# Стратиграфічна колонка
Стратиграфічна колонка (нормальна колонка) (рос. стратиграфическая колонка (нормальная колонка), англ. stratigraphic record, columnar section, normal sequence of strata, нім. normaler Schnitt m der Gesteinsdicke (Normalprofil n)) — нормальний розріз товщі порід, креслення, на якому в прийнятому масштабі зображено послідовність гірських порід по нормалі до їх напластування; є основним елементом при побудові геологічної карти.
Синонім — Стратиграфічний розріз (переріз).
Стратиграфічний розріз — вертикальний розріз або графічне зображення (креслення) на вертикальній площині послідовності залягання і первинних стратиграфічних співвідношень товщ порід, які розвинуті в даному районі або в даному конкретному оголенні. Потужності порід даються в масштабі, а літологічний склад передається стандартними або умовними символами. Зазначається вік порід, їх характеристика, наявність палеонтологічних залишків. С.р. складений на основі декількох розрізів називають зведеним.